# 根茨鲁斯考
根茨鲁斯考，是匈牙利包尔绍德-奥包乌伊-曾普伦州所辖的一个村。总面积16.73平方公里，总人口632，人口密度37.8人/平方公里（2011年1月1日）。